# Acvamarin (culoare)
Acvamarin este o culoare de o nuanță albăstrui-deschis cu o tentă de verde care este între cyan și verde pe cercul cromatic. Este denumită după mineralul acvamarin, o piatră prețioasă care se găsește în principal în rocile de granit.

## Galerie

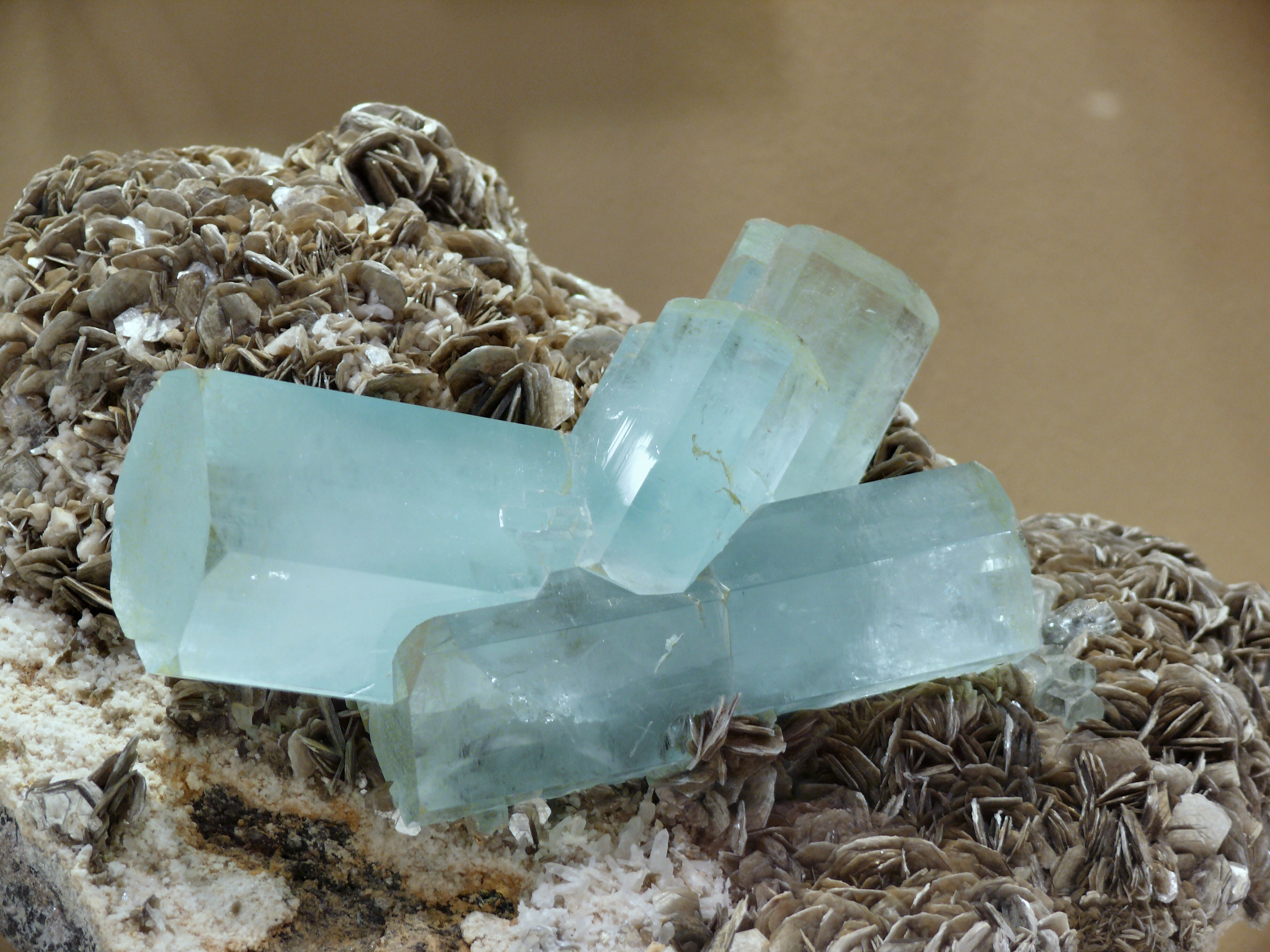
Acvamarin
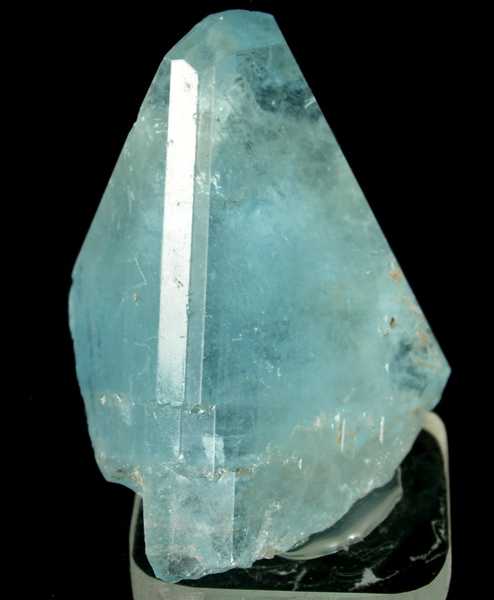
Topaz albastru

## Alte proiecte
Materiale media legate de acvamarin la Wikimedia Commons